# Partido da Mulher Brasileira
Partido da Mulher Brasileira (PMB) é um partido político brasileiro de centro a centro-direita. Foi fundado em 2008 e obteve registro definitivo pelo Tribunal Superior Eleitoral (TSE) em 29 de setembro de 2015, adotando o número eleitoral 35.
A renomeação do partido para Brasil 35 chegou a ser anunciada em convenção a fim de atrair o presidente Jair Bolsonaro, que estava sem partido. O pedido quase chegou a ser aceito, mas foi negado pelo TSE em março de 2022 e o partido manteve sua designação original. Em abril de 2025 possuía 55.700 filiados.

## História
Em novembro de 2015, o partido recebeu seus primeiros filiados com mandato no Congresso Nacional. Foram eles, todos homens, os deputados Domingos Neto (pelo Ceará, egresso do Partido Republicano da Ordem Social (PROS)), Ezequiel Teixeira (pelo Rio de Janeiro, egresso do Solidariedade), Pastor Franklin (por Minas Gerais, egresso do então PTdoB), Toninho Wandscheer (pelo Paraná, egresso do Partido dos Trabalhadores (PT)), Valtenir Pereira (pelo Mato Grosso, egresso do PROS), Victor Mendes (pelo Maranhão, egresso do Partido Verde) e Weliton Prado (por Minas Gerais, egresso do PT).

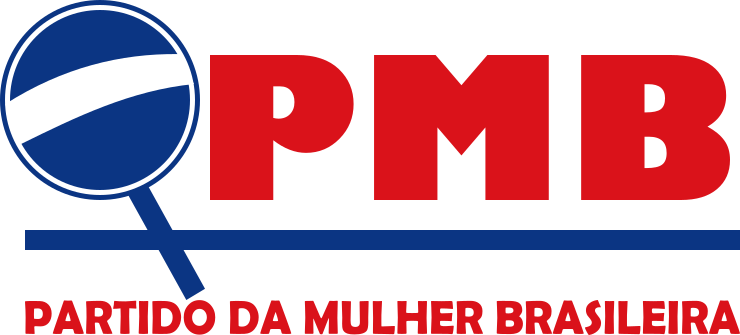
Logo do PMB de 2008. Não chegou a ser utilizado após a aprovação do TSE.

Em 11 de dezembro o partido já contava com 22 deputados, dentre os quais havia apenas duas mulheres, Brunny e Dâmina Pereira. A representação feminina da bancada do partido, mesmo quando ela ainda contava com apenas dezoito deputados e duas deputadas, já era inferior à média da Câmara dos Deputados.
A significante migração de congressistas ao PMB, a maioria dos quais fora eleita por partidos de pouca expressão. resultou em acusações de uso da verba do fundo partidário para a captação de deputados, o que o partido nega. Em dezembro de 2015, o PMB filiou o seu primeiro senador, Hélio José (pelo Distrito Federal, egresso do Partido Social Democrático (PSD)).
Em janeiro de 2016 estava entre as dez maiores legendas da Casa — ficando à frente de partidos tradicionais como Democratas (DEM), Partido Democrático Trabalhista (PDT), Republicanos, Partido Verde (PV), Partido Comunista do Brasil (PCdoB) e Partido Social Cristão (PSC).
Em dois meses a legenda desmoronou: 20 deputados subitamente abandonaram o PMB, mantendo o partido com apenas um parlamentar na Casa — tornando o PMB a menor legenda na Câmara, que terminou por abandonar a sigla em abril de 2018. O único nome do partido no Senado Federal, Hélio José (pelo Distrito Federal) também saiu do partido e migrou para o Movimento Democrático Brasileiro (MDB).
Nas eleições municipais de 2016, o partido elegeu duas prefeitas (nos municípios de Anajás, no Pará, e Icó, no Ceará) e dois prefeitos (nos municípios de Itaboraí, no Rio de Janeiro, e Caucaia, no Ceará); além de 216 vereadores pelo país.
Nas eleições gerais de 2018, o partido elegeu apenas três deputados estaduais, além de ter ajudado a eleger governadores e parlamentares de diversos partidos. Como o PMB não superou a nova Cláusula de barreira ao não atingir 1,5% dos votos válidos nas eleições para a Câmara dos Deputados, passou a não ter acesso aos recursos do Fundo Partidário e ao tempo de propaganda eleitoral gratuita no rádio e na televisão. No segundo turno da eleição presidencial o partido declarou voto em Fernando Haddad (PT), justificando que o candidato Jair Bolsonaro afundaria o país. Em janeiro de 2019, o partido anunciou que faria "oposição consciente" ao governo Bolsonaro por entendê-lo como adversário das pautas indígenas e LGBTs.
Nas eleições municipais de 2020, a então deputada estadual Marina do Modelo elegeu-se prefeita de Guapimirim (município do Rio de Janeiro) e tornou-se a única prefeita do PMB. O partido também elegeu 46 vereadores pelo país, tendo um resultado pior que em 2016. Ao ter recebido apenas 0,06% dos votos válidos para prefeitos no primeiro turno, o PMB ficou entre os partidos que podem tender a não atingir os 2,0% de votos válidos para deputados federais em 2022, esbarrando na segunda etapa da cláusula de barreira.
Em março de 2021, o PMB tornou-se publicamente cotado como uma possível legenda para Jair Bolsonaro em 2022. Segundo bolsonaristas, a presidente do partido havia prometido dar o controle total da legenda a Bolsonaro. No mês seguinte, a convenção partidária do dia 24 aprovou a renomeação do partido para Brasil 35 de modo a se aproximar do político Jair Bolsonaro, então sem partido e com dificuldades no registro do Aliança pelo Brasil no TSE.

### 2022 - Atualidade
Em 2022, o partido não elegeu presidente, governador, senador ou deputado federal. Todavia, elegeu 3 deputados estaduais/distritais, mas não superou a cláusula de barreira, mais uma vez.

## Ideologia
A despeito do nome, o partido não se identifica como feminista, mas como “feminino”.
O partido se define como um partido de “mulheres progressistas”, “ativistas de movimentos sociais e populares” e que, com homens, “manifestaram sempre a sua solidariedade com as mulheres privadas de liberdades políticas, vítimas de opressão, da exclusão e das terríveis condições de vida”. Posiciona-se contra a legalização do aborto, salvo nas situações já previstos em lei, e no caso de inviabilidade do nascituro. O PMB também se opõe à "ideologia de gênero" em escolas, bem como a legalização das drogas.

## Organização

### Número de filiados
| Data      | Filiados | Crescimento anual | Crescimento anual |
| --------- | -------- | ----------------- | ----------------- |
| dez./2015 | 34       | 34                | +100%             |
| dez./2016 | 38.242   | 38.208            | +112.376%         |
| dez./2017 | 40.397   | 2.155             | +6%               |
| dez./2018 | 42.847   | 2.406             | +6%               |
| dez./2019 | 42.803   | 44                | -0,1%             |
| dez./2020 | 48.509   | 5.706             | +13%              |
| dez./2021 | 47.284   | 1.225             | -2,5%             |
| dez./2022 | 48.341   | 1.057             | +2,2%             |
| dez./2023 | 47.838   | 503               | -1%               |
| dez./2024 | 55.940   | 8.102             | +16,9%            |

## Desempenho eleitoral

### Eleições municipais
| Eleição | Mandatos  | %    | ± |
| ------- | --------- | ---- | - |
| 2016    | 4 / 5 568 | 0,07 | 4 |
| 2020    | 1 / 5 568 | 0,01 | 3 |

| Eleição | Mandatos     | %    | ±   |
| ------- | ------------ | ---- | --- |
| 2016    | 216 / 57 941 | 0,37 | 216 |
| 2020    | 46 / 56 810  | 0,08 | 170 |

### Eleições estaduais
| Eleição | Mandatos | %     | ± |
| ------- | -------- | ----- | - |
| 2018    | 0 / 27   | 0,00  | 0 |
| 2018    | 8 / 27   | 29,62 | 8 |

| Eleição | Mandatos | %     | ±  |
| ------- | -------- | ----- | -- |
| 2018    | 0 / 54   | 0,00  | 0  |
| 2018    | 10 / 54  | 18,51 | 10 |

| Eleição | Mandatos | %    | ±  |
| ------- | -------- | ---- | -- |
| 2018    | 0 / 513  | 0,00 | 0  |
| 2018    | 41 / 513 | 7,99 | 41 |

| Eleição | Mandatos   | %    | ±  |
| ------- | ---------- | ---- | -- |
| 2018    | 3 / 1 059  | 0,28 | 0  |
| 2018    | 88 / 1 059 | 8,30 | 88 |

| Participação e desempenho do PMB nas eleições estaduais de 2018 |                                       |                                        | |                                         |                                                                 |
| Candidatos majoritários eleitos (8 governadores e 10 senadores). Em negrito estão os candidatos filiados ao PMB durante a eleição. Os cargos obtidos na Câmara Federal e nas Assembleias Legislativas são referentes às coligações proporcionais que o PMB compôs. Tais coligações não são necessariamente iguais às coligações majoritárias e geralmente são menores. Não estão listados os futuros suplentes empossados. \| UF \| Candidatos(as) a Governador(a) e Vice \| Candidatos(as) a Senadores(as) \| Coligação majoritária (governo e senado) \| Deputados(as) federais eleitos(as) — 41 \| Deputados(as) estaduais eleitos(as) — 91 \| \| -- \| ------------------------------------- \| -------------------------------------- \| ------------------------------------------------------------------------------------------------------ \| --------------------------------------- \| --------------------------------------------------------------- \| \| AC \| Marcus Alexandre (PT) \| Jorge Viana (PT) \| PMB / PT / PDT / PRB / PV / PROS / PCdoB / PSB / PHS / PRTB / DC / PPL / PODE / PSOL \| 1 PRB \| 1 PHS \| \| AC \| Emylson Farias (PDT) \| Ney Amorim (PT) \| PMB / PT / PDT / PRB / PV / PROS / PCdoB / PSB / PHS / PRTB / DC / PPL / PODE / PSOL \| 1 PRB \| 1 PHS \| \| AL \| Renan Filho (MDB) \| Renan Calheiros (MDB) \| PMB / MDB / PR / PT / PCdoB / PODE / PDT / PHS / PV / DC / PSD / PRP / PTB / PPS / PRTB / PMN / Avante \| ninguém \| ninguém \| \| AL \| Luciano Barbosa (MDB) \| Maurício Quintella Lessa (PR) \| PMB / MDB / PR / PT / PCdoB / PODE / PDT / PHS / PV / DC / PSD / PRP / PTB / PPS / PRTB / PMN / Avante \| ninguém \| ninguém \| \| AM \| David Almeida (PSB) \| ninguém \| PMB / PSB / PMN / PROS / PODE \| ninguém \| 1 PSB \| \| AM \| Chico Preto (PMN) \| ninguém \| PMB / PSB / PMN / PROS / PODE \| ninguém \| 1 PSB \| \| AP \| Waldez Góes (PDT) \| Lucas Barreto (PTB) \| PMB / PDT / PROS, / MDB / DC / PRB / PCdoB / PRP / PTC / PTB \| ninguém \| Diego Senior (PMB) + 1 PTB \| \| AP \| Jaime Nunes (PROS) \| Lucas Barreto (PTB) \| PMB / PDT / PROS, / MDB / DC / PRB / PCdoB / PRP / PTC / PTB \| ninguém \| Diego Senior (PMB) + 1 PTB \| \| BA \| Rui Costa (PT) \| Jaques Wagner (PT) \| PMB / PT / PP / PDT / PSD / PSB / PCdoB / PR / PRP / PODE / PMN / PROS / PTC / Avante \| 1 PRP \| 10 PT, 9 PSD, 7 PP, 4 PSB, 3 PDT, 1 PR, 1 PRP, 1 Avante, 1 PODE \| \| BA \| João Leão (PP) \| Angelo Coronel (PSD) \| PMB / PT / PP / PDT / PSD / PSB / PCdoB / PR / PRP / PODE / PMN / PROS / PTC / Avante \| 1 PRP \| 10 PT, 9 PSD, 7 PP, 4 PSB, 3 PDT, 1 PR, 1 PRP, 1 Avante, 1 PODE \| \| CE \| Camilo Santana (PT) \| Eunício Oliveira (MDB) \| PMB / PT / PDT / PP / PSB / PR / DEM / PCdoB / PPS / PRP / PV / PMN / PPL / PRTB / PTB / Patriota \| ninguém \| ninguém \| \| CE \| Izolda Cela (PDT) \| Alberto Bardawil (PODE) \| PMB / PT / PDT / PP / PSB / PR / DEM / PCdoB / PPS / PRP / PV / PMN / PPL / PRTB / PTB / Patriota \| ninguém \| ninguém \| \| DF \| Eliana Pedrosa (PROS) \| Juiz Everardo Ribeiro (PMN) \| PMB / PROS / PMN / PHS / PTC / PTB / Patriota \| ninguém \| ninguém \| \| DF \| Alírio Neto (PTB) \| Walisson Nascimento (PTB) \| PMB / PROS / PMN / PHS / PTC / PTB / Patriota \| ninguém \| ninguém \| \| ES \| Aridelmo Teixeira (PTB) \| Hélder Carnelli (PTB) \| PMB / PTB \| ninguém \| 1 PTB \| \| ES \| Jéssica Polese (PTB) \| Rogério Bernardo (PMB) \| PMB / PTB \| ninguém \| 1 PTB \| \| GO \| Ronaldo Caiado (DEM) \| Jorge Kajuru (PRP) \| PMB / DEM / PRP / PROS / PODE / PR / PSC / DC / PSL / PMN / PTC / PRTB / PDT \| ninguém \| 4 DEM, 1 PSC, 1 PTC \| \| GO \| Lincoln Tejota (PROS) \| Wilder Morais (DEM) \| PMB / DEM / PRP / PROS / PODE / PR / PSC / DC / PSL / PMN / PTC / PRTB / PDT \| ninguém \| 4 DEM, 1 PSC, 1 PTC \| \| MA \| Roseana Sarney (MDB) \| Edison Lobão (MDB) \| PMB / MDB / PSC / PSD / PRP / PV \| 2 MDB, 1 PSD \| 3 PV, 2 MDB \| \| MA \| Ribinha Cunha (PSC) \| Sarney Filho (PV) \| PMB / MDB / PSC / PSD / PRP / PV \| 2 MDB, 1 PSD \| 3 PV, 2 MDB \| \| MG \| Antonio Anastasia (PSDB) \| Rodrigo Pacheco (DEM) \| PMB / PSDB / PSD / DEM / SD / PPS / PMN / PSC / PP / PTC / PTB / Patriota \| 2 Patriota \| 2 Patriota \| \| MG \| Marcos Montes (PSD) \| Dinis Pinheiro (SD) \| PMB / PSDB / PSD / DEM / SD / PPS / PMN / PSC / PP / PTC / PTB / Patriota \| 2 Patriota \| 2 Patriota \| \| MS \| Reinaldo Azambuja (PSDB) \| Nelsinho Trad (PTB) \| PMB / PSDB / DEM / PPS / PP / PTB / PSB / PSD / PSL / PROS / PMN / SD / Avante / Patriota \| 2 PSDB, 1 PSD, 1 DEM \| 2 PSL, 2 PP, 2 SD, 1 PTB \| \| MS \| Murilo Zauith (DEM) \| Marcelo Miglioli (PSDB) \| PMB / PSDB / DEM / PPS / PP / PTB / PSB / PSD / PSL / PROS / PMN / SD / Avante / Patriota \| 2 PSDB, 1 PSD, 1 DEM \| 2 PSL, 2 PP, 2 SD, 1 PTB \| \| MT \| Mauro Mendes (DEM) \| Jayme Campos (DEM) \| PMB / DEM / PDT / PSD / PSC / MDB / PHS / PRP / PTC \| 2 MDB \| 3 MDB, 2 DEM, 2 PSC, 1 PSD, 1 PDT \| \| MT \| Otaviano Pivetta (PDT) \| Carlos Fávaro (PSD) \| PMB / DEM / PDT / PSD / PSC / MDB / PHS / PRP / PTC \| 2 MDB \| 3 MDB, 2 DEM, 2 PSC, 1 PSD, 1 PDT \| \| PA \| Helder Barbalho (MDB) \| Jader Barbalho (MDB) \| PMB / MDB / PR / PP / PSD / PRB / PODE / PROS / PSC / PSL / PHS / DC / PTB / PTC / Avante / Patriota \| 3 PSD, 2 MDB, 2 PTB, 1 PR, 1 PRB \| 2 PRB \| \| PA \| Lúcio Vale (PR) \| Zequinha Marinho (PSC) \| PMB / MDB / PR / PP / PSD / PRB / PODE / PROS / PSC / PSL / PHS / DC / PTB / PTC / Avante / Patriota \| 3 PSD, 2 MDB, 2 PTB, 1 PR, 1 PRB \| 2 PRB \| \| PB \| ninguém \| ninguém \| nenhuma \| ninguém \| ninguém \| \| PE \| Armando Monteiro (PTB) \| Mendonça Filho (DEM) \| PMB / PODE / PSC / PSDB / DEM / PRB / PR / PPS / PSD / PSL / PHS / DC / PTB \| ninguém \| 5 PSC \| \| PE \| Fred Ferreira (PSC) \| Bruno Araújo (PSDB) \| PMB / PODE / PSC / PSDB / DEM / PRB / PR / PPS / PSD / PSL / PHS / DC / PTB \| ninguém \| 5 PSC \| \| PI \| Elmano Férrer (PODE) \| ninguém \| PMB / PV / REDE / PPS / PODE / PRP / PHS / Avante / Patriota \| ninguém \| ninguém \| \| PI \| Luiz Ayrton Júnior (PV) \| ninguém \| PMB / PV / REDE / PPS / PODE / PRP / PHS / Avante / Patriota \| ninguém \| ninguém \| \| PR \| Cida Borghetti (PP) \| Alex Canziani (PTB) \| PMB / PP / PSDB / PSB / PMN / DEM / PROS / PTB \| 2 PP, 2 PSB, 2 PROS, 1 DEM, 1 PTB \| 2 PROS, 1 PMN \| \| PR \| Coronel Malucelli (PMN) \| Beto Richa (PSDB) \| PMB / PP / PSDB / PSB / PMN / DEM / PROS / PTB \| 2 PP, 2 PSB, 2 PROS, 1 DEM, 1 PTB \| 2 PROS, 1 PMN \| \| RJ \| Romário (PODE) \| Gabrielle Burcci (PMB) partido isolado \| PMB / PR / REDE / PODE / PPL / PRP / PRB / PTC / Patriota \| ninguém \| Marina do Modelo (PMB) \| \| RJ \| Marcelo Delaroli (PR) \| Gabrielle Burcci (PMB) partido isolado \| PMB / PR / REDE / PODE / PPL / PRP / PRB / PTC / Patriota \| ninguém \| Marina do Modelo (PMB) \| \| RN \| Robinson Faria (PSD) \| Geraldo Melo (PSDB) \| PMB / PSD / PRB / PSDB / PRB / PPS / PTC / PSB / PRP / Avante / PROS \| 1 PTC, 1 PR, 1 PSB, 1 PSD \| 2 PTC \| \| RN \| Tião Couto (PRB) \| Geraldo Melo (PSDB) \| PMB / PSD / PRB / PSDB / PRB / PPS / PTC / PSB / PRP / Avante / PROS \| 1 PTC, 1 PR, 1 PSB, 1 PSD \| 2 PTC \| \| RO \| Valclei da Silva (PMB) \| Irailton de Souza (PMB) \| nenhuma \| ninguém \| ninguém \| \| RO \| Anderson de Oliveira (PMB) \| Josemir Dettoni (PMB) \| nenhuma \| ninguém \| ninguém \| \| RR \| ninguém \| ninguém \| nenhuma \| 1 PSDB \| Neto Loureiro (PMB) \| \| RS \| Jairo Jorge (PDT) \| Ana Varela (PODE) \| PMB / PDT / SD / PV / PODE / PPL / Avante \| 3 PDT \| 4 PDT \| \| RS \| Cláudio Bier (PV) \| Sandra Weber (SD) \| PMB / PDT / SD / PV / PODE / PPL / Avante \| 3 PDT \| 4 PDT \| \| SC \| ninguém \| ninguém \| nenhuma \| ninguém \| ninguém \| \| SE \| ninguém \| Betinho dos Santos (PMB) indeferido \| nenhuma \| ninguém \| ninguém \| \| SP \| Márcio França (PSB) \| Maurren Maggi (PSB) \| PMB / PSB / PR / PSC / PPS / PODE / PV / PTB / PHS / PPL / PRP / PROS / SD / Avante / Patriota \| 3 PODE \| 1 PHS \| \| SP \| Coronel Eliane Nikoluk (PR) \| Mário Covas Neto (PODE) \| PMB / PSB / PR / PSC / PPS / PODE / PV / PTB / PHS / PPL / PRP / PROS / SD / Avante / Patriota \| 3 PODE \| 1 PHS \| \| TO \| ninguém \| ninguém \| nenhuma \| ninguém \| 1 PSL \| |                                       |                                        | |                                         |                                                                 |
| UF | Candidatos(as) a Governador(a) e Vice | Candidatos(as) a Senadores(as)         | Coligação majoritária (governo e senado)                                                               | Deputados(as) federais eleitos(as) — 41 | Deputados(as) estaduais eleitos(as) — 91                        |
| AC | Marcus Alexandre (PT)                 | Jorge Viana (PT)                       | PMB / PT / PDT / PRB / PV / PROS / PCdoB / PSB / PHS / PRTB / DC / PPL / PODE / PSOL                   | 1 PRB                                   | 1 PHS                                                           |
| AC | Emylson Farias (PDT)                  | Ney Amorim (PT)                        | PMB / PT / PDT / PRB / PV / PROS / PCdoB / PSB / PHS / PRTB / DC / PPL / PODE / PSOL                   | 1 PRB                                   | 1 PHS                                                           |
| AL | Renan Filho (MDB)                     | Renan Calheiros (MDB)                  | PMB / MDB / PR / PT / PCdoB / PODE / PDT / PHS / PV / DC / PSD / PRP / PTB / PPS / PRTB / PMN / Avante | ninguém                                 | ninguém                                                         |
| AL | Luciano Barbosa (MDB)                 | Maurício Quintella Lessa (PR)          | PMB / MDB / PR / PT / PCdoB / PODE / PDT / PHS / PV / DC / PSD / PRP / PTB / PPS / PRTB / PMN / Avante | ninguém                                 | ninguém                                                         |
| AM | David Almeida (PSB)                   | ninguém                                | PMB / PSB / PMN / PROS / PODE                                                                          | ninguém                                 | 1 PSB                                                           |
| AM | Chico Preto (PMN)                     | ninguém                                | PMB / PSB / PMN / PROS / PODE                                                                          | ninguém                                 | 1 PSB                                                           |
| AP | Waldez Góes (PDT)                     | Lucas Barreto (PTB)                    | PMB / PDT / PROS, / MDB / DC / PRB / PCdoB / PRP / PTC / PTB                                           | ninguém                                 | Diego Senior (PMB) + 1 PTB                                      |
| AP | Jaime Nunes (PROS)                    | Lucas Barreto (PTB)                    | PMB / PDT / PROS, / MDB / DC / PRB / PCdoB / PRP / PTC / PTB                                           | ninguém                                 | Diego Senior (PMB) + 1 PTB                                      |
| BA | Rui Costa (PT)                        | Jaques Wagner (PT)                     | PMB / PT / PP / PDT / PSD / PSB / PCdoB / PR / PRP / PODE / PMN / PROS / PTC / Avante                  | 1 PRP                                   | 10 PT, 9 PSD, 7 PP, 4 PSB, 3 PDT, 1 PR, 1 PRP, 1 Avante, 1 PODE |
| BA | João Leão (PP)                        | Angelo Coronel (PSD)                   | PMB / PT / PP / PDT / PSD / PSB / PCdoB / PR / PRP / PODE / PMN / PROS / PTC / Avante                  | 1 PRP                                   | 10 PT, 9 PSD, 7 PP, 4 PSB, 3 PDT, 1 PR, 1 PRP, 1 Avante, 1 PODE |
| CE | Camilo Santana (PT)                   | Eunício Oliveira (MDB)                 | PMB / PT / PDT / PP / PSB / PR / DEM / PCdoB / PPS / PRP / PV / PMN / PPL / PRTB / PTB / Patriota      | ninguém                                 | ninguém                                                         |
| CE | Izolda Cela (PDT)                     | Alberto Bardawil (PODE)                | PMB / PT / PDT / PP / PSB / PR / DEM / PCdoB / PPS / PRP / PV / PMN / PPL / PRTB / PTB / Patriota      | ninguém                                 | ninguém                                                         |
| DF | Eliana Pedrosa (PROS)                 | Juiz Everardo Ribeiro (PMN)            | PMB / PROS / PMN / PHS / PTC / PTB / Patriota                                                          | ninguém                                 | ninguém                                                         |
| DF | Alírio Neto (PTB)                     | Walisson Nascimento (PTB)              | PMB / PROS / PMN / PHS / PTC / PTB / Patriota                                                          | ninguém                                 | ninguém                                                         |
| ES | Aridelmo Teixeira (PTB)               | Hélder Carnelli (PTB)                  | PMB / PTB                                                                                              | ninguém                                 | 1 PTB                                                           |
| ES | Jéssica Polese (PTB)                  | Rogério Bernardo (PMB)                 | PMB / PTB                                                                                              | ninguém                                 | 1 PTB                                                           |
| GO | Ronaldo Caiado (DEM)                  | Jorge Kajuru (PRP)                     | PMB / DEM / PRP / PROS / PODE / PR / PSC / DC / PSL / PMN / PTC / PRTB / PDT                           | ninguém                                 | 4 DEM, 1 PSC, 1 PTC                                             |
| GO | Lincoln Tejota (PROS)                 | Wilder Morais (DEM)                    | PMB / DEM / PRP / PROS / PODE / PR / PSC / DC / PSL / PMN / PTC / PRTB / PDT                           | ninguém                                 | 4 DEM, 1 PSC, 1 PTC                                             |
| MA | Roseana Sarney (MDB)                  | Edison Lobão (MDB)                     | PMB / MDB / PSC / PSD / PRP / PV                                                                       | 2 MDB, 1 PSD                            | 3 PV, 2 MDB                                                     |
| MA | Ribinha Cunha (PSC)                   | Sarney Filho (PV)                      | PMB / MDB / PSC / PSD / PRP / PV                                                                       | 2 MDB, 1 PSD                            | 3 PV, 2 MDB                                                     |
| MG | Antonio Anastasia (PSDB)              | Rodrigo Pacheco (DEM)                  | PMB / PSDB / PSD / DEM / SD / PPS / PMN / PSC / PP / PTC / PTB / Patriota                              | 2 Patriota                              | 2 Patriota                                                      |
| MG | Marcos Montes (PSD)                   | Dinis Pinheiro (SD)                    | PMB / PSDB / PSD / DEM / SD / PPS / PMN / PSC / PP / PTC / PTB / Patriota                              | 2 Patriota                              | 2 Patriota                                                      |
| MS | Reinaldo Azambuja (PSDB)              | Nelsinho Trad (PTB)                    | PMB / PSDB / DEM / PPS / PP / PTB / PSB / PSD / PSL / PROS / PMN / SD / Avante / Patriota              | 2 PSDB, 1 PSD, 1 DEM                    | 2 PSL, 2 PP, 2 SD, 1 PTB                                        |
| MS | Murilo Zauith (DEM)                   | Marcelo Miglioli (PSDB)                | PMB / PSDB / DEM / PPS / PP / PTB / PSB / PSD / PSL / PROS / PMN / SD / Avante / Patriota              | 2 PSDB, 1 PSD, 1 DEM                    | 2 PSL, 2 PP, 2 SD, 1 PTB                                        |
| MT | Mauro Mendes (DEM)                    | Jayme Campos (DEM)                     | PMB / DEM / PDT / PSD / PSC / MDB / PHS / PRP / PTC                                                    | 2 MDB                                   | 3 MDB, 2 DEM, 2 PSC, 1 PSD, 1 PDT                               |
| MT | Otaviano Pivetta (PDT)                | Carlos Fávaro (PSD)                    | PMB / DEM / PDT / PSD / PSC / MDB / PHS / PRP / PTC                                                    | 2 MDB                                   | 3 MDB, 2 DEM, 2 PSC, 1 PSD, 1 PDT                               |
| PA | Helder Barbalho (MDB)                 | Jader Barbalho (MDB)                   | PMB / MDB / PR / PP / PSD / PRB / PODE / PROS / PSC / PSL / PHS / DC / PTB / PTC / Avante / Patriota   | 3 PSD, 2 MDB, 2 PTB, 1 PR, 1 PRB        | 2 PRB                                                           |
| PA | Lúcio Vale (PR)                       | Zequinha Marinho (PSC)                 | PMB / MDB / PR / PP / PSD / PRB / PODE / PROS / PSC / PSL / PHS / DC / PTB / PTC / Avante / Patriota   | 3 PSD, 2 MDB, 2 PTB, 1 PR, 1 PRB        | 2 PRB                                                           |
| PB | ninguém                               | ninguém                                | nenhuma                                                                                                | ninguém                                 | ninguém                                                         |
| PE | Armando Monteiro (PTB)                | Mendonça Filho (DEM)                   | PMB / PODE / PSC / PSDB / DEM / PRB / PR / PPS / PSD / PSL / PHS / DC / PTB                            | ninguém                                 | 5 PSC                                                           |
| PE | Fred Ferreira (PSC)                   | Bruno Araújo (PSDB)                    | PMB / PODE / PSC / PSDB / DEM / PRB / PR / PPS / PSD / PSL / PHS / DC / PTB                            | ninguém                                 | 5 PSC                                                           |
| PI | Elmano Férrer (PODE)                  | ninguém                                | PMB / PV / REDE / PPS / PODE / PRP / PHS / Avante / Patriota                                           | ninguém                                 | ninguém                                                         |
| PI | Luiz Ayrton Júnior (PV)               | ninguém                                | PMB / PV / REDE / PPS / PODE / PRP / PHS / Avante / Patriota                                           | ninguém                                 | ninguém                                                         |
| PR | Cida Borghetti (PP)                   | Alex Canziani (PTB)                    | PMB / PP / PSDB / PSB / PMN / DEM / PROS / PTB                                                         | 2 PP, 2 PSB, 2 PROS, 1 DEM, 1 PTB       | 2 PROS, 1 PMN                                                   |
| PR | Coronel Malucelli (PMN)               | Beto Richa (PSDB)                      | PMB / PP / PSDB / PSB / PMN / DEM / PROS / PTB                                                         | 2 PP, 2 PSB, 2 PROS, 1 DEM, 1 PTB       | 2 PROS, 1 PMN                                                   |
| RJ | Romário (PODE)                        | Gabrielle Burcci (PMB) partido isolado | PMB / PR / REDE / PODE / PPL / PRP / PRB / PTC / Patriota                                              | ninguém                                 | Marina do Modelo (PMB)                                          |
| RJ | Marcelo Delaroli (PR)                 | Gabrielle Burcci (PMB) partido isolado | PMB / PR / REDE / PODE / PPL / PRP / PRB / PTC / Patriota                                              | ninguém                                 | Marina do Modelo (PMB)                                          |
| RN | Robinson Faria (PSD)                  | Geraldo Melo (PSDB)                    | PMB / PSD / PRB / PSDB / PRB / PPS / PTC / PSB / PRP / Avante / PROS                                   | 1 PTC, 1 PR, 1 PSB, 1 PSD               | 2 PTC                                                           |
| RN | Tião Couto (PRB)                      | Geraldo Melo (PSDB)                    | PMB / PSD / PRB / PSDB / PRB / PPS / PTC / PSB / PRP / Avante / PROS                                   | 1 PTC, 1 PR, 1 PSB, 1 PSD               | 2 PTC                                                           |
| RO | Valclei da Silva (PMB)                | Irailton de Souza (PMB)                | nenhuma                                                                                                | ninguém                                 | ninguém                                                         |
| RO | Anderson de Oliveira (PMB)            | Josemir Dettoni (PMB)                  | nenhuma                                                                                                | ninguém                                 | ninguém                                                         |
| RR | ninguém                               | ninguém                                | nenhuma                                                                                                | 1 PSDB                                  | Neto Loureiro (PMB)                                             |
| RS | Jairo Jorge (PDT)                     | Ana Varela (PODE)                      | PMB / PDT / SD / PV / PODE / PPL / Avante                                                              | 3 PDT                                   | 4 PDT                                                           |
| RS | Cláudio Bier (PV)                     | Sandra Weber (SD)                      | PMB / PDT / SD / PV / PODE / PPL / Avante                                                              | 3 PDT                                   | 4 PDT                                                           |
| SC | ninguém                               | ninguém                                | nenhuma                                                                                                | ninguém                                 | ninguém                                                         |
| SE | ninguém                               | Betinho dos Santos (PMB) indeferido    | nenhuma                                                                                                | ninguém                                 | ninguém                                                         |
| SP | Márcio França (PSB)                   | Maurren Maggi (PSB)                    | PMB / PSB / PR / PSC / PPS / PODE / PV / PTB / PHS / PPL / PRP / PROS / SD / Avante / Patriota         | 3 PODE                                  | 1 PHS                                                           |
| SP | Coronel Eliane Nikoluk (PR)           | Mário Covas Neto (PODE)                | PMB / PSB / PR / PSC / PPS / PODE / PV / PTB / PHS / PPL / PRP / PROS / SD / Avante / Patriota         | 3 PODE                                  | 1 PHS                                                           |
| TO | ninguém                               | ninguém                                | nenhuma                                                                                                | ninguém                                 | 1 PSL                                                           |